# Аминокислоты

Общая структура α-аминокислот, составляющих белки (кроме пролина). Составные части молекулы аминокислоты — аминогруппа NH_{2}, карбоксильная группа COOH, радикал (различается у всех α-аминокислот), α-атом углерода (в центре)

Аминокисло́ты, также аминокарбо́новые кисло́ты, АМК — органические соединения, в молекуле которых одновременно содержатся карбоксильные и аминные группы. Основные химические элементы аминокислот — это углерод (C), водород (H), кислород (O) и азот (N), хотя другие элементы также встречаются в радикале определённых аминокислот. Известны около 500 встречающихся в природе аминокислот (хотя только 21 используется в генетическом коде).

## История
Большинство из около 500 известных аминокислот было открыто после 1953 года, в том числе во время поиска новых антибиотиков в среде микроорганизмов, грибов, семян, растений, фруктов и жидкостях животных. Примерно 240 из них встречаются в природе в свободном виде, а остальные — только как промежуточные элементы обмена веществ.

### Открытие аминокислот в составебелков
Жирным шрифтом выделены незаменимые аминокислоты.
| Аминокислота          | Аббревиатура | Год  | Источник                           | Впервые выделен             |
| --------------------- | ------------ | ---- | ---------------------------------- | --------------------------- |
| Глицин                | Gly, G       | 1820 | Желатин                            | А. Браконно                 |
| Лейцин                | Leu, L       | 1820 | Мышечные волокна                   | А. Браконно                 |
| Тирозин               | Tyr, Y       | 1848 | Казеин                             | Ю. фон Либих                |
| Серин                 | Ser, S       | 1865 | Шёлк                               | Э. Крамер                   |
| Глутаминовая кислота  | Glu, E       | 1866 | Растительные белки                 | Г. Риттхаузен               |
| Глутамин              | Gln, Q       | 1877 | Пшеничная мука                     | Э. Шулце                    |
| Аспарагиновая кислота | Asp, D       | 1868 | Конглутин, легумин (ростки спаржи) | Г. Риттхаузен               |
| Аспарагин             | Asn, N       | 1806 | Сок спаржи                         | Л.-Н. Воклен и П. Ж. Робике |
| Фенилаланин           | Phe, F       | 1881 | Ростки люпина                      | Э. Шульце, Й. Барбьери      |
| Аланин                | Ala, A       | 1888 | Фиброин шёлка                      | А. Штреккер, Т. Вейль       |
| Лизин                 | Lys, K       | 1889 | Казеин                             | Э. Дрексель                 |
| Аргинин               | Arg, R       | 1895 | Вещество рога                      | С. Гедин                    |
| Гистидин              | His, H       | 1896 | Стурин, гистоны                    | А. Коссель, С. Гедин        |
| Цистеин               | Cys, C       | 1899 | Вещество рога                      | К. Мёрнер                   |
| Валин                 | Val, V       | 1901 | Казеин                             | Э. Фишер                    |
| Пролин                | Pro, P       | 1901 | Казеин                             | Э. Фишер                    |
| Гидроксипролин        | Hyp, hP      | 1902 | Желатин                            | Э. Фишер                    |
| Триптофан             | Trp, W       | 1902 | Казеин                             | Ф. Хопкинс, Д. Кол          |
| Изолейцин             | Ile, I       | 1904 | Фибрин                             | Ф. Эрлих                    |
| Метионин              | Met, M       | 1922 | Казеин                             | Д. Мёллер                   |
| Треонин               | Thr, T       | 1925 | Белки овса                         | С. Шрайвер и другие         |
| Гидроксилизин         | Hyl, hK      | 1925 | Белки рыб                          | С. Шрайвер и другие         |

## Физические свойства
По физическим свойствам аминокислоты резко отличаются от соответствующих кислот и оснований. Все они кристаллические вещества, лучше растворяются в воде, чем в органических растворителях, имеют достаточно высокие температуры плавления; многие из них имеют сладкий вкус. Эти свойства отчётливо указывают на солеобразный характер этих соединений. Особенности физических и химических свойств аминокислот обусловлены их строением — присутствием одновременно двух противоположных по свойствам функциональных групп: кислотной и основной.

## Общие химические свойства
Все аминокислоты — амфотерные соединения, они могут проявлять как кислотные свойства, обусловленные наличием в их молекулах карбоксильной группы  —COOH, так и основные свойства, обусловленные аминогруппой  —NH2. Аминокислоты взаимодействуют с кислотами и щелочами:
NH2 —CH2 —COOH + HCl → HCl · NH2 —CH2 —COOH (Хлороводородная соль глицина)
NH2 —CH2 —COOH + NaOH → H2O + NH2 —CH2 —COONa (натриевая соль глицина)
Растворы аминокислот в воде благодаря этому обладают свойствами буферных растворов, то есть находятся в состоянии внутренних солей.
NH2 —CH2COOH  N+H3 —CH2COO-
При определённых условиях могут быть заряжены все три ионогенные группы (например у гистидина), тогда они образуют двойные соли. Аминокислоты обычно могут вступать во все реакции, характерные для карбоновых кислот и аминов.
Этерификация:
NH2 —CH2 —COOH + CH3OH → H2O + NH2 —CH2 —COOCH3 (метиловый эфир глицина)
Важной особенностью аминокислот является их способность к поликонденсации, приводящей к образованию полиамидов, в том числе пептидов, белков, нейлона, капрона.
Реакция образования пептидов:
HOOC —CH2 —NH —H + HOOC —CH2 —NH2 → HOOC —CH2 —NH —CO —CH2 —NH2 + H2O
Изоэлектрической точкой аминокислоты называют значение pH, при котором максимальная доля молекул аминокислоты обладает нулевым зарядом. При таком pH аминокислота наименее подвижна в электрическом поле, и данное свойство можно использовать для разделения аминокислот, а также белков и пептидов.
Цвиттер-ионом называют молекулу аминокислоты, в которой аминогруппа представлена в виде -NH3+, а карбоксигруппа — в виде -COO−. Такая молекула обладает значительным дипольным моментом при нулевом суммарном заряде. Именно из таких молекул построены кристаллы большинства аминокислот.
Некоторые аминокислоты имеют несколько аминогрупп и карбоксильных групп. Для этих аминокислот трудно говорить о каком-то конкретном цвиттер-ионе.

## Получение
Большинство аминокислот можно получить в ходе гидролиза белков или как результат химических реакций:
CH3COOH + Cl2 + (катализатор) → CH2ClCOOH + HCl; CH2ClCOOH + 2NH3 → NH2 —CH2COOH + NH4Cl

## Оптическая изомерия
Все входящие в состав живых организмов α-аминокислоты, кроме глицина, содержат асимметрический атом углерода (треонин и изолейцин содержат два асимметрических атома) и обладают оптической активностью. Почти все встречающиеся в природе α-аминокислоты имеют L-конфигурацию, и только они включаются в состав белков, синтезируемых на рибосомах.

## D-аминокислоты в живых организмах
Аспарагиновые остатки в метаболически неактивных структурных белках претерпевают медленную самопроизвольную неферментативную рацемизацию: в белках дентина и эмали зубов L-аспартат переходит в D-форму со скоростью ~0,1 % в год, что может быть использовано для определения возраста млекопитающих. Рацемизация аспартата также отмечена при старении коллагена; предполагается, что такая рацемизация специфична для аспарагиновой кислоты и протекает за счёт образования сукцинимидного кольца при внутримолекулярном ацилировании атома азота пептидной связи свободной карбоксильной группой аспарагиновой кислоты.
С развитием следового аминокислотного анализа D-аминокислоты были обнаружены сначала в составе клеточных стенок некоторых бактерий (1966), а затем — и в тканях высших организмов. Так, D-аспартат и D-метионин предположительно являются нейромедиаторами у млекопитающих.
В состав некоторых пептидов входят D-аминокислоты, образующиеся при посттрансляционной модификации. Например, D-метионин и D-аланин входят в состав опиоидных гептапептидов кожи южноамериканских амфибий филломедуз (дерморфина, дермэнкефалина и делторфинов). Наличие D-аминокислот определяет высокую биологическую активность этих пептидов как анальгетиков.
Сходным образом образуются пептидные антибиотики бактериального происхождения, действующие против грамположительных бактерий — низин, субтилин и эпидермин.
Гораздо чаще D-аминокислоты входят в состав пептидов и их производных, образующихся путём нерибосомного синтеза в клетках грибов и бактерий. Видимо, в этом случае исходным материалом для синтеза служат также L-аминокислоты, которые изомеризуются одной из субъединиц ферментного комплекса, осуществляющего синтез пептида.

## Протеиногенные аминокислоты
В процессе биосинтеза белка в полипептидную цепь включаются 20 α-аминокислот, кодируемых генетическим кодом. Помимо этих аминокислот, называемых протеиногенными, или стандартными, в некоторых белках присутствуют специфические нестандартные аминокислоты, возникающие из стандартных в процессе посттрансляционных модификаций. В последнее время к протеиногенным аминокислотам иногда причисляют трансляционно включаемые селеноцистеин (Sec, U) и пирролизин (Pyl, O). Это так называемые 21-я и 22-я аминокислоты.
Вопрос, почему именно эти 20 аминокислот стали «избранными», остаётся нерешённым. Не совсем ясно, чем эти аминокислоты оказались предпочтительнее других похожих. Например, ключевым промежуточным метаболитом пути биосинтеза треонина, изолейцина и метионина является α-аминокислота гомосерин. Очевидно, что гомосерин — очень древний метаболит, но для треонина, изолейцина и метионина существуют аминоацил-тРНК-синтетазы, тРНК, а для гомосерина — нет.
Структурные формулы 20 протеиногенных аминокислот обычно приводят в виде так называемой таблицы протеиногенных аминокислот:

### Классификация
| Аминокислота          | 3-буквы | 1-буква | Генетический код             | Мнемоническое правило | Полярность                       | Класс по радикалу                | Mr      | Vw (Å3) | pI    | Гидрофобность | Частота в белках (%) |
| --------------------- | ------- | ------- | ---------------------------- | --------------------- | -------------------------------- | -------------------------------- | ------- | ------- | ----- | ------------- | -------------------- |
| Глицин                | Gly     | G       | GGU, GGC, GGA, GGG           | Glycine               | Неполярные                       | Алифатические                    | 75,067  | 48      | 6,06  | −0,4          | 7,03                 |
| Аланин                | Ala     | A       | GCU, GCC, GCA, GCG           | Alanine               | Неполярные                       | Алифатические                    | 89,094  | 67      | 6,01  | 1,8           | 8,76                 |
| Валин                 | Val     | V       | GUU, GUC, GUA, GUG           | Valine                | Неполярные                       | Алифатические                    | 117,148 | 105     | 6,00  | 4,2           | 6,73                 |
| Изолейцин             | Ile     | I       | AUU, AUC, AUA                | Isoleucine            | Неполярные                       | Алифатические                    | 131,175 | 124     | 6,05  | 4,5           | 5,49                 |
| Лейцин                | Leu     | L       | UUA, UUG, CUU, CUC, CUA, CUG | Leucine               | Неполярные                       | Алифатические                    | 131,175 | 124     | 6,01  | 3,8           | 9,68                 |
| Пролин                | Pro     | P       | CCU, CCC, CCA, CCG           | Proline               | Неполярные                       | Гетероциклические                | 115.132 | 90      | 6,30  | −1,6          | 5,02                 |
| Серин                 | Ser     | S       | UCU, UCC, UCA, UCG, AGU, AGC | Serine                | Полярные                         | Оксимоноаминокарбоновые          | 105,093 | 73      | 5,68  | −0,8          | 7,14                 |
| Треонин               | Thr     | T       | ACU, ACC, ACA, ACG           | Threonine             | Полярные                         | Оксимоноаминокарбоновые          | 119,119 | 93      | 5,60  | −0,7          | 5,53                 |
| Цистеин               | Cys     | C       | UGU, UGC                     | Cysteine              | Полярные                         | Серосодержащие                   | 121,154 | 86      | 5,05  | 2,5           | 1,38                 |
| Метионин              | Met     | M       | AUG                          | Methionine            | Неполярные                       | Серосодержащие                   | 149,208 | 124     | 5,74  | 1,9           | 2,32                 |
| Аспарагиновая кислота | Asp     | D       | GAU, GAC                     | asparDic acid         | Полярные                         | заряженные отрицательно          | 133,104 | 91      | 2,85  | −3,5          | 5,49                 |
| Аспарагин             | Asn     | N       | AAU, AAC                     | asparagiNe            | Полярные                         | Амиды                            | 132,119 | 96      | 5,41  | −3,5          | 3,93                 |
| Глутаминовая кислота  | Glu     | E       | GAA, GAG                     | gluEtamic acid        | Полярные                         | заряженные отрицательно          | 147,131 | 109     | 3,15  | −3,5          | 6,32                 |
| Глутамин              | Gln     | Q       | CAA, CAG                     | Q-tamine              | Полярные                         | Амиды                            | 146,146 | 114     | 5,65  | −3,5          | 3,9                  |
| Лизин                 | Lys     | K       | AAA, AAG                     | before L              | Полярные                         | заряженные положительно          | 146,189 | 135     | 9,60  | −3,9          | 5,19                 |
| Аргинин               | Arg     | R       | CGU, CGC, CGA, CGG, AGA, AGG | aRginine              | Полярные                         | заряженные положительно          | 174.203 | 148     | 10,76 | −4,5          | 5,78                 |
| Гистидин              | His     | H       | CAU, CAC                     | Histidine             | Полярные заряженные положительно | Гетероциклические                | 155,156 | 118     | 7,60  | −3,2          | 2,26                 |
| Фенилаланин           | Phe     | F       | UUU, UUC                     | Fenylalanine          | Неполярные                       | Ароматические                    | 165,192 | 135     | 5,49  | 2,8           | 3,87                 |
| Тирозин               | Tyr     | Y       | UAU, UAC                     | tYrosine              | Полярные                         | Ароматические                    | 181,191 | 141     | 5,64  | −1,3          | 2,91                 |
| Триптофан             | Trp     | W       | UGG                          | tWo rings             | Неполярные                       | Ароматические, Гетероциклические | 204,228 | 163     | 5,89  | −0,9          | 6,73                 |

#### Порадикалу
- Неполярные: глицин, аланин, валин, изолейцин, лейцин, пролин, метионин
- Полярные незаряженные (заряды скомпенсированы) при pH=7: серин, треонин, цистеин, аспарагин, глутамин
- Ароматические: фенилаланин, триптофан, тирозин
- Полярные заряженные отрицательно при pH=7: аспартат, глутамат
- Полярные заряженные положительно при pH=7: лизин, аргинин, гистидин[18]

#### Пофункциональным группам
- Алифатические
  - Моноаминомонокарбоновые: глицин, аланин, валин, изолейцин, лейцин
  - Оксимоноаминокарбоновые: серин, треонин
  - Моноаминодикарбоновые: аспартат, глутамат, за счёт второй карбоксильной группы несут в растворе отрицательный заряд
  - Амиды моноаминодикарбоновых: аспарагин, глутамин
  - Диаминомонокарбоновые: лизин, аргинин, несут в растворе положительный заряд
  - Серосодержащие: цистеин, метионин
- Ароматические: фенилаланин, тирозин, триптофан,
- Гетероциклические: триптофан, гистидин, пролин
- Иминокислоты: пролин

#### По классамаминоацил-тРНК-синтетаз
- Класс I: валин, изолейцин, лейцин, цистеин, метионин, глутамат, глутамин, аргинин, тирозин, триптофан
- Класс II: глицин, аланин, пролин, серин, треонин, аспартат, аспарагин, гистидин, фенилаланин

Для аминокислоты лизин существуют аминоацил-тРНК-синтетазы обоих классов.

#### По путямбиосинтеза
Пути биосинтеза протеиногенных аминокислот разноплановы. Одна и та же аминокислота может образовываться разными путями. К тому же совершенно различные пути могут иметь очень похожие этапы. Тем не менее, имеют место и оправданы попытки классифицировать аминокислоты по путям их биосинтеза. Существует представление о следующих биосинтетических семействах аминокислот: аспартата, глутамата, серина, пирувата и пентоз. Не всегда конкретную аминокислоту можно однозначно отнести к определённому семейству; делаются поправки для конкретных организмов и учитывая преобладающий путь. По семействам аминокислоты обычно распределяют следующим образом:
- Семейство аспартата: аспартат, аспарагин, треонин, изолейцин, метионин, лизин.
- Семейство глутамата: глутамат, глутамин, аргинин, пролин.
- Семейство пирувата: аланин, валин, лейцин.
- Семейство серина: серин, цистеин, глицин.
- Семейство пентоз: гистидин, фенилаланин, тирозин, триптофан.

Фенилаланин, тирозин, триптофан иногда выделяют в семейство шикимата.

#### По способности организма синтезировать из предшественников
- Незаменимые
Для большинства животных и человека незаменимыми аминокислотами являются: валин, изолейцин, лейцин, треонин, метионин, лизин, фенилаланин, триптофан.
- Заменимые
Для большинства животных и человека заменимыми аминокислотами являются: глицин, аланин, пролин, серин, цистеин, аспартат, аспарагин, глутамат, глутамин, тирозин.

Классификация аминокислот на заменимые и незаменимые не лишена недостатков. К примеру, тирозин является заменимой аминокислотой только при условии достаточного поступления фенилаланина. Для больных фенилкетонурией тирозин становится незаменимой аминокислотой. Аргинин синтезируется в организме человека и считается заменимой аминокислотой, но в связи с некоторыми особенностями его метаболизма при определённых физиологических состояниях организма может быть приравнен к незаменимым. Гистидин также синтезируется в организме человека, но не всегда в достаточных количествах, потому должен поступать с пищей.

#### По характерукатаболизмау животных
Биодеградация аминокислот может идти разными путями.
По характеру продуктов катаболизма у животных протеиногенные аминокислоты делят на три группы:
- Глюкогенные — при распаде дают метаболиты, не повышающие уровень кетоновых тел, способные относительно легко становиться субстратом для глюконеогенеза: пируват, α-кетоглутарат, сукцинил-KoA, фумарат, оксалоацетат
- Кетогенные — распадаются до ацетил-KoA и ацетоацетил-KoA, повышающие уровень кетоновых тел в крови животных и человека и преобразующиеся в первую очередь в липиды
- Глюко-кетогенные — при распаде образуются метаболиты обоих типов

Аминокислоты:
- Глюкогенные: глицин, аланин, валин, пролин, серин, треонин, цистеин, метионин, аспартат, аспарагин, глутамат, глутамин, аргинин, гистидин.
- Кетогенные: лейцин, лизин.
- Глюко-кетогенные (смешанные): изолейцин, фенилаланин, тирозин, триптофан.

### «Миллеровские» аминокислоты
«Миллеровские» аминокислоты — обобщенное название аминокислот, получающихся в условиях, близких к эксперименту Стенли Л. Миллера 1953 года. Установлено образование в виде рацемата множества различных аминокислот, в том числе: глицин, аланин, валин, изолейцин, лейцин, пролин, серин, треонин, аспартат, глутамат

## Родственные соединения
В медицине ряд веществ, способных выполнять некоторые биологические функции аминокислот, также называют аминокислотами:
- Таурин

## Применение
Важной особенностью аминокислот является их способность к поликонденсации, приводящей к образованию полиамидов, в том числе пептидов, белков, нейлона, капрона, энанта.
Аминокислоты входят в состав спортивного питания и комбикорма. Аминокислоты применяются в пищевой промышленности в качестве вкусовых добавок, например, натриевая соль глутаминовой кислоты.